# 過剰予約
過剰予約（かじょうよやく）とは、用意できる最大数を超えて予約を受け付けることである。オーバーブッキング（英語: overbooking）と呼ばれる事もある。ある程度のキャンセルを見越して意図的に行う場合のほか、何らかのエラーにより意図せずに発生する場合もあり、これは二重予約（にじゅうよやく、ダブルブッキングともいう）とも呼ばれる。

## 交通機関における過剰予約
航空・鉄道・船舶業界では、航空機や列車、船舶に実際に乗せることが出来る数を超えて、乗客の予約を受け付けている。これにより、たとえ乗客が乗り遅れたり、実際にやってこないことを見越して、多くの便を満席に近い状態で運行することで、より多くの収益を上げ、航空券の運賃を下げる事ができる。
旅客機のビジネス客は、会議が予定より延びたというような理由で、しばしば直前になって予約をキャンセルする「ノーショウ（no-show）」となることがある。しかし、予約した乗客が全員やってきた「ゴーショウ（go-show）」の場合、航空機では過剰販売となる。
航空会社は、座席を譲ってくれる人を募るか、特定の乗客の搭乗手続きを断って、振替便の手配、またはビジネスクラスへのインボランタリー・アップグレードを提供する。ボーナスマイレージの付与や金銭補償を行うこともある。搭乗を断る客にこのような特典を提供したとしても、常態的に旅客機の座席数よりも若干多めに予約をコントロールすれば、過剰予約をせずに多くの便を空席がある状態で運航するよりも航空会社の収入を増やすことができる。
航空会社によっては、既に満席になっている飛行機に割り込んで搭乗させる特権をマイレージサービスで特定の顧客に与えている場合があり、その場合他の乗客が搭乗できなくなる。エコノミークラスでのみ過剰予約を受け付けて、より上級のビジネスクラスでは、受け付けないこともある。これにより、使われなかった上級クラスの席に、一部の乗客をインボラすることが可能になる。
日本国内線では、各社とも「フレックストラベラー制度」として、過剰予約時の乗客に対する取り扱いを約款で定めている。
ジェットブルー航空、イージージェット、ライアンエアーなどいくつかの航空会社では、会社方針として過剰予約を受け付けず、顧客の失望を避ける方針を取っている。これらの航空会社では、乗り遅れた場合に払い戻しや便の変更が一切できない格安航空券を販売しており、そのため乗客は、確実に現れるという点もある。
欧州連合では、ヨーロッパ委員会規制261/2004（European Commission Regulation 261/2004）により、過剰予約で搭乗できなかった乗客への補償の必要について定めている。
インドの格安航空会社、エア・デカン（Air Deccan）は恒常的に過剰予約をしており、たとえ時刻に間に合っていても、前から来た順に乗せて満席になった以降の乗客は乗り遅れたとみなして、搭乗を拒否していると言われている。

## 宿泊施設における過剰予約
ホテル等の宿泊施設では、実際に宿泊可能な人数を上回る数の過剰予約を受け付けることがある。これは、宿泊施設側が、宿泊予定者の予定変更（宿泊日の変更・宿泊人数の変更・予約キャンセルなど）に対応した上で、なおかつ満室を目標として運営を行うため、宿泊予約の受け付けにあたり、前もって一定数の予約取り消しが出ることを想定に入れていることが背景にある。
また、前もって想定される過剰予約に加えて、自然災害による前泊者の延泊が生じたり、突発的な宿泊施設側の問題発生によって、過剰予約が発生する場合もある。
なお、過剰予約の発生に伴い、宿泊施設側による予約内容の変更（2人部屋から1人部屋（1人補助ベッド利用）への変更など）、または予約自体の取り消しが行われる場合がある。パッケージツアーに参加した場合は、これにより宿泊者が直接被害を受ける事例は稀だが、個人で、特に海外の宿泊施設を手配した場合、また、国内の宿泊施設であっても、特に外資系の旅行会社（旅行業法の適用対象外）を仲介して手配した場合は、基本的には、利用者各自が、直接現地の宿泊施設のホテルマンと交渉を重ね、事態を解決することになる。
なお、過剰予約に由来する予約内容の変更や宿泊拒否は、世界的に免責事項として認められており、これを規制する法律は存在しない。このため、宿泊予定者が、宿泊施設および仲介の旅行会社を、契約違反を理由として問責しても無効であり、訴訟を起こしても利益を得る見込みは無い。

## 通信
通信分野では、電話会社が所有している通信設備よりも多くの回線を顧客に提供している。多くの顧客が同時に電話を使おうとすれば輻輳が起きるが、実際には同時に多数の顧客が電話を使うことはまず考えられないため、問題が起きることは少ない。通信ネットワークにおいて帯域を予約しておくことはとても高く付き過剰設備のため、このようにすることで顧客にとっても安い費用で利用することができる。

## エラーによる二重予約
交通機関において、事前に日・便・区間だけでなく、座席・コンパートメントの番号も指定した切符を発券する場合、意図的なものではなく、予約受付上の人為ミスや予約コンピュータシステムのサーバエラーによる過剰予約により、同一の日・便・区間の同一座席の指定席を、2人以上に販売してしまうことがある。1つの座席に2人以上が座ることはできないので、このような事態に備えて、調整席または予備席と呼ばれる、絶対販売しない座席を予め設定しておき、トラブルに巻き込まれた一方が、その座席に座ることになる。
類似した例として、手違いにより、1つの施設で同じ日・時間に複数のイベントの予約を引き受けてしまった例がある。大規模なイベントの場合、あとから発覚してイベントの開催に影響し、マスメディアで取り上げられることがある。
- 2000年の福岡ドームにおける、プロ野球日本シリーズと日本脳神経外科学会への貸し出し。
- 2006年のザ・パレス・オブ・オーバーンヒルズにおける、バスケットボールWNBAファイナルとマライア・キャリーコンサートへの貸し出し。
- 2009年のペプシ・センターにおける、バスケットボールNBAプレーオフとWWE・ロウへの貸し出し[注 3]。
- 2022年の名古屋観光ホテルにおける、丘みどり（演歌歌手）のディナーショーと他のイベントへの貸し出し[9][10]。